# X-mas
Die Schreibweise X-mas oder Xmas wird im Englischen häufig als Abkürzung für das Wort Christmas („Weihnachten“) verwendet.
Seit frühchristlicher Zeit diente der griechische Buchstabe Chi (Χ), der erste Buchstabe des Wortes ΧΡΙΣΤΟΣ (Christos), als Abkürzung und Symbol für Jesus Christus. Zusammen mit dem zweiten Buchstaben Rho (Ρ) bildet sich übereinandergelegt daraus das Christusmonogramm (☧).
Das X für die Silbe Christ findet sich schon in den alten englischen Abkürzungen Xen oder Xn für christen (taufen), Xian für christian und Xianity für christianity. X’temmas (christmas) ist in der englischen Sprache seit 1551 belegt.
Auch im deutschsprachigen Kulturraum lassen sich Belege für die Verwendung der Abkürzung Xp (griechisch Χρ) für Christ finden, so in einer von Herrad von Landsberg, Äbtissin von Kloster Hohenburg auf dem Odilienberg im Elsass, auf Latein verfassten und reich bebilderten Enzyklopädie. Ihr um 1175 verfasster Hortus deliciarum ist die erste nachweislich von einer Frau verfasste Enzyklopädie des Mittelalters.

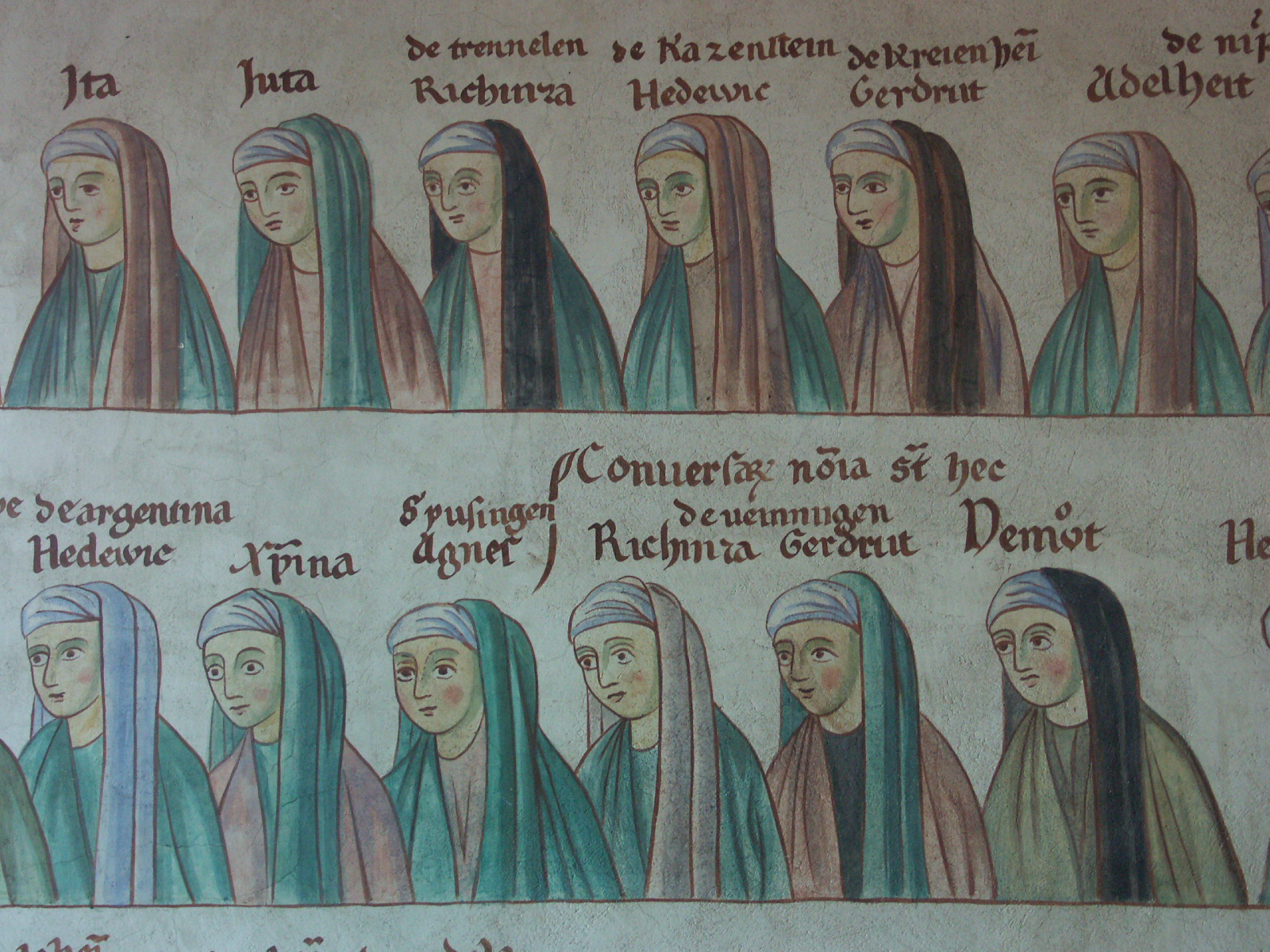
Ausschnitt aus dem Wandgemälde im Kloster Hohenburg; untere Zeile, zweite von links: „Xp͂ina“

In einer der 344 Miniaturen des Buches, die die Äbtissin im Kreise der Nonnen des Klosters Hohenburg mit Namen und teils Herkunftsorten zeigt, wird eine der Nonnen – die vierte von links in der fünften (vorletzten) Zeile zwischen Hedewic und Agnes – als Xp͂ina, d. h. Christina, bezeichnet. Der Zirkumflex als Zusammenziehungszeichen über dem „p“ zeigt überdies deutlich an, dass es sich bei Xp͂ um eine Kontraktion von „Christ“ handelt. Die Miniatur ist heute auch als großes Wandgemälde, eine moderne Kopie von 1935, in einem der Gänge des Klosters Hohenburg zu sehen.
Die Annahme, das X stehe als Kreuz für Crossmas, lässt sich dagegen nicht belegen. Dass die Schreibweise auf einem Trend zur Säkularisierung und Kommerzialisierung von Weihnachten beruht, lässt sich ebenfalls nicht belegen, da verwandte Formen schon im 12. Jahrhundert im Elsass bzw. im 16. Jahrhundert in England nachweisbar sind.
Der sprachpuristische Verein Deutsche Sprache (VDS) wählte X-mas als „das überflüssigste und nervigste Wort des Jahres 2008 in Deutschland“. Es stehe in Deutschland im Gegensatz zu allem, was man mit Weihnachten verbinde: „Gemütlichkeit, deutsche Weihnachtstraditionen, Romantik, Christlichkeit“.